# Aleucanitis habibazel
Aleucanitis habibazel là một loài bướm đêm trong họ Noctuidae.